# حزب اسلامی کردستان
حزب اسلامی کردستان یک سازمان اسلام‌گرای کرد (سنی) است که در سال ۱۹۷۹ تأسیس و به رهبری محمد صالح مصطفی آغاز شد. از دیگر نام های برجسته این سازمان می‌توان به حمیت تورگوت، عثمان کانر و سوکوتی اوکیم اشاره کرد. مقامات ترکیه ادعا می‌کنند که سازمانی که عمدتاً ترکیه را هدف قرار می‌دهد در عراق، ایالات متحده و اروپا فعال است.